# Fanfare for the Common Man
«Fanfare for the Common Man» (en español Fanfarria para el hombre corriente) es una pieza instrumental de la banda de rock progresivo Emerson, Lake & Palmer, del álbum Works Vol. 1 (1977). Se trata de una adaptación de la homónima obra para metales y percusiones, compuesta por Aaron Copland en 1942.

## La pieza

### Contexto
Emerson, Lake & Palmer habían adaptado previamente Hoedown de Aaron Copland para su álbum Trilogy (1972). Aunque ELP no siempre dio crédito a la fuente clásica por parte de su material (los créditos aparecen en las reediciones), Copland fue acreditado como Hoedown y Fanfare. A diferencia de Bartók y Janáček, Copland todavía estaba vivo en el momento de la grabación.
Según Keith Emerson 

… había para cargarlo así que lo hice primero. Quería improvisarlo en un tono que fuera una especie de blues. Terminó a mitad. El resto fue sencillo, de verdad. Ya sabes, para conseguir el sonido mezclado había que cambiar el tempo, pero eso era sentido común.

### Producción
Greg Lake recuerda la primera vez que ELP tocó la adaptación:

Fue maravilloso ver cómo sucedió: estábamos grabando en Montreux, Suiza, en 1976, y Keith Emerson la tocó como si fuera una pieza de música clásica. Toqué esta línea de bajo detrás de él y de repente empezó a conectarse. Entonces entró Carl y empezamos a tocar. Afortunadamente el ingeniero tenía una de las dos pistas y eso es lo que está en el disco: la primera vez que tocamos la canción.

En otra entrevista, Lake comenta:

Teníamos un sonido R&B muy en vivo y realmente increíble. Y todo se hace con solo un micrófono. No habíamos tocado juntos por un tiempo antes de los ensayos y esas cosas. Fanfare quedó completamente estancada de arriba abajo.

Mientras estaba en Montreal durante su tour de 1977 por América, la banda estaba ensayando en el sótano del Estadio Olímpico, el único espacio disponible lo suficientemente grande para acomodarse a ellos y a la orquesta. Durante una pausa para el café, Lake subió el ascensor y quedó impresionado por el espectáculo del estadio vacío bajo una alfombra de nieve, y se inspiró para realizar una sesión improvisada en un entorno único. Organizaron la instalación de su equipo temprano a la mañana siguiente y de un grabador de vídeo para documentar el proceso. A pesar del frío extremo, el trío –vestido con su ropa más abrigada– completó una versión de Fanfare en cuatro "tomas" separadas, filmando a cada miembro individualmente, luego a uno del trío que, ensamblado, está disponible en varios servicios libres de visualización: YouTube y Dailymotion.

### Comparación con el original
La adaptación de Emerson comienza de manera muy similar a la versión original de Copland, aunque con un tiempo ligeramente más rápido, hasta aproximadamente la marca de los treinta segundos, donde comienza una fuerte línea rítmica de la batería y el bajo, y Emerson en el rango del sintetizador GX-1. A partir de ese punto, Emerson reafirma el tema antes de comenzar el solo modal (en el rango solista de GX-1) que tanto desconcertó a Copland aproximadamente en la marca de los tres minutos, volviendo al tema principal en la marca de los ocho minutos.
Existe cierta ambigüedad en cuando a si se utilizaron trompetas reales o el Yamaha GX-1 para la parte introductoria de la trompeta. La evidencia anecdótica sugiere que fue el GX-1. Cuando se presentó en algunos de los tours de Works Live, Fanfare comenzó y terminó con trompetas reales pero las notas del álbum Works Vol. 1 muestran solo a los tres miembros de la banda y a ningún otro intérprete en esa pista.

### Músicos
- Keith Emerson – teclados y sintetizadores
- Greg Lake – bajo de 8 cuerdas
- Carl Palmer – batería y timbales

## Sencillos

### Edición UK (Atlantic,K 10946)
Lado A
| N.º | Título                       | Música                        | Duración |  |
| 1.  | «Fanfare for the Common Man» | A. Copland - arr.: K. Emerson | 2:54     |  |

Lado B
| N.º | Título                | Letras              | Música        | Duración |  |
| 1.  | «Brain Salad Surgery» | P. Sinfield G. Lake | Keith Emerson | 3:10     |  |

### Edición italiana (Ricordi - serieManticore,MAN 5408)
Lado A
| N.º | Título                       | Música                        | Duración |  |
| 1.  | «Fanfare for the Common Man» | A. Copland - arr.: K. Emerson | 2:54     |  |

Lado B
| N.º | Título       | Letras            | Música        | Duración |  |
| 1.  | «Living Sin» | C. Palmer G. Lake | Keith Emerson | 3:11     |  |

### Clasificaciones semanales
| Clasificación (1977)                  | Mejor posición |
| ------------------------------------- | -------------- |
| Australia (Kent Music Report)         | 5              |
| Reino Unido (Official Charts Company) | 2              |

| Clasificación (1977)          | Mejor posición |
| ----------------------------- | -------------- |
| Australia (Kent Music Report) | 33             |

### Certificaciones
| País              | Certificación | Unidades certificadas |
| ----------------- | ------------- | --------------------- |
| Reino Unido (BPI) | Plata         | 250.000               |